# 위수신
위수신(중국어 간체자: 虞书欣, 정체자: 虞書欣, 병음: Yú Shūxīn, 한자음: 우서흔, 영어: Esther Yu 에스더 위[*], 1995년 12월 18일~)은 중화인민공화국의 가수, 무용가, 배우, 모델이다. 중국의 걸 그룹 THE9의 일원이다. 소속사는 화처 픽쳐스이다. 팬덤명은 「꼬마 석류」 (小石榴)이며, 상징색은 「석류 레드」 (石榴红)이다.  

## 내력
연예계에 입문하기 전, 우서흔은 박유천, 김수현, 이민호의 팬이었으며, 그들의 팬미팅에 참석하고 비행 일정을 따라다니곤 했다.
2019년, 맥케이지 웨더 스테이션 서울 행사에 참석하기 위해 처음으로 한국에 방문했다.
2020년 3월 12일, 중국의 동영상 사이트 플랫폼 아이치이에서 주최한 걸 그룹 결성 프로젝트 서바이벌 《청춘유니 시즌 2》에 참가하였다. 5월 30일, 최종 순위 발표식에서 '제2위'를 차지하여, 프로젝트 걸 그룹 THE9의 일원이 되었다.

## 영상 작품

### 드라마
- 2016년 베이징 텔레비전 주파극장 《신변성랑자》 - 청사 역
- 2017년 장쑤 위성 텔레비전 행복극장 《대군사사마의》 - 대공주 역
- 2017년 베이징 텔레비전 품질극장 《평범세월》 - 이소아 역
- 2018년 유쿠 웹드라마 《최친애적니》 - 진신신 역
- 2019년 망고 TV 웹드라마 《애적기묘남우2》 - 전정식 역
- 2020년 후난위성텔레비전 금응독파극장 《하일참시행복》 - 차이민민 역
- 2020년 아이치이 웹드라마 《소주차만행》 - 전삼칠 역
- 2020년 텐센트 웹드라마 《도련님의 로맨스》 - 정천어 역
- 2021년 아이치이 웹드라마 《월광변주곡》 - 초례 역
- 2022년 유쿠 웹드라마 《량개인적소삼림》 - 워메이런 역
- 2022년 아이치이 웹드라마 《창란결》 - 소란화 역
- 2023년 아이치이 웹드라마 《운지우》 - 운위삼 역
- 2024년 텐센트 웹드라마 《기금조》 - 월기 역
- 2024년 텐센트 웹드라마 《영야성하》 - 능묘묘, 임우, 모청시 역